# Газоволюметрія
Газоволюметрія (рос.газоволюметрия, англ. gas volumetry, нім. Gasvolumometrie f) — метод кількісного аналізу, в якому визначуваний компонент перетворюють у газоподібну сполуку й вимірюють її об'єм.